# کنیرس کیربی
کنیرس کیربی (انگلیسی: Conyers Kirby؛ ۱۸۸۴ – ۱۹۴۵) یک بازیکن فوتبال اهل بریتانیا بود.